# Pelochyta propinqua
Pelochyta propinqua là một loài bướm đêm thuộc phân họ Arctiinae, họ Erebidae.